# Лукаш Опалінський
Лукаш Опалінський (пол. Łukasz Opaliński, 1612 — 15 червня 1662) — польський шляхтич, державний діяч, письменник, поет часів Речі Посполитої.

## Життєппис
Походив з впливового шляхетського роду Опалінських гербу Лодзя. Здобув гарну домашню освіту, навчався у Любранській академії (Познань), Льовенському (Брабант, сучасна Бельгія), Орлеанському (Франція), Падуанському (Італія) університетах.
Незабаром після повернення до Польщі 1631 року призначений старостою победзіським. 1632 року обраний делегатом на виборний (елекційний) сейм у Варшаві, де брав участь у виборах короля Владислава IV Вази. 1638 року: отримав посаду підкоморія Каліша; з 10 березня до 1 травня був маршалком Сейму.
1639 року одружився з Ізабелою Тенчинською. 1640 року став познанським підкоморієм. 1648 року був представником Познанського воєводства під час виборів короля Яна ІІ Казимира Вази. Після цього був старостою грубешівським. 1650 року король Ян II призначив його маршалком надвірним коронним. Залишився вірним королю під час «шведського потопу» у 1655—1660 роках. 1652 року очолив сеймовий трибунал, що судив Героніма Радзейовського (пол. Hieronim Radziejowski), який перекинувся до шведів.
У 1661 та 1662 роках як делегат сейму відстоював прийняття принципу Vivente Rege (коли наступника короля обирають з тієї ж династії). 
Помер 1662 року. Був похований у крипті костелу Ритвян.

## Творчість
Автор політичних трактатів («Розмова ксьондза із шляхтичем, або дискусія про стану Речі Посполитої» та «Про способи замирення сейму», 1641 рік) і підручника з етики, першої польської дидактичної поеми про поезію — «Новий поет» (1661 рік), де оспівується барочна поетика.
В політичних трактатах він робить поділ влади на види: природну владу, набуту владу та надану (наділену) владу. Остання є найвищою державною владою, яка є необхідною для збереження суспільства.
1652 року виходить його політичний памфлет «Щось нове», спрямований проти канцлера Г. Радзейовського. Пронизана ерудицією образність, прихований інтелектуальний підтекст своєрідно поєднуються з діалогами, в стилі яких відчувається вплив совізжальської (плебейської) літератури та мови сатир старшого брата Кшиштофа. Органічне поєднання прозових і віршованих фрагментів, підлеглих загальному задуму і ретельно продуманої градації художньої експресії, зумовило літературний успіх цієї першої в Польщі спроби створення меніппової сатири.

## Родина
Дружина — Ізабела, донька Яна Магнуса Тенчинського, воєводи краківського
Діти:
- Софія Анна (1642—1676), дружина Станіслава Іраклія Любомирського, великого маршалка коронного
- Ян (1643—1682)
- Станіслав (д/н—1704)